# Clarence Clemons
Clarence Clemons (Norfolk, Virginia, 11. siječnja 1942. – 18. lipnja 2011.), među obožavateljima poznat i kao The Big Man, bio je američki glazbenik i glumac, najpoznatiji kao član E Street Banda Brucea Springsteena, kojem se pridružio 1972. i u kojem je svirao saksofon. Objavio je nekoliko samostalnih albuma, a 1985. je objavljen hit singl "You're a Friend of Mine", duet s Jackson Browneom.

## Vanjske poveznice
- Službena stranica
- Clarence Clemons u internetskoj bazi filmova IMDb-u (engl.)